# Falling in Reverse
Falling in Reverse — американський рок-гурт з Лас-Вегасу, створений в 2008 році фронтменом Ронні Радке. Перша назва гурту була «From Behind These Walls», але невдовзі після створення була змінена на «Falling in Reverse». Гурт співпрацює з Epitaph Records.
Наразі гурт складається з вокаліста Ронні Радке, басиста Веса Гортона III та гітаристів Макса Георгієва і Крістіана Томпсона. 26 липня 2011 року гурт випустив свій дебютний альбом «The Drug in Me Is You», який посів 19-те місце у Billboard 200, і розійшовся тиражом у 18 000 копій за перший тиждень. 17 грудня 2019 року альбом отримав золотий сертифікат RIAA, що еквівалентно 500 000 проданих копій. 18 червня 2013 року вийшов другий студійний альбом «Fashionably Late», якому вдалось перевершити дебютний альбом, і посісти 17-те місце у Billboard 200. 24 лютого 2015 року гурт випустив третій студійний альбом «Just Like You», який посів 21-ше місце у Billboard 200. 7 квітня 2017 року вийшов четвертий студійний альбом «Coming Home», який посів 34-те місце у Billboard 200.

## Історія

### Заснування (2008—2010)
Додаткова інформація: Ронні Радке та Escape the Fate
У 2006 році вокаліст Ронні Радке був учасником сварки в Лас-Вегасі, в результаті якої друг застрелив 18-річного Майкла Кука під час самозахисту. Хоча Радке не стріляв у Кука, його звинуватили у володінні кастетом, який він приніс у цю сварку. Ці звинувачення в поєднанні з минулими проблемами Радке з наркотиками та реабілітацією призвели до п'яти років умовного терміну. Після того, як він не з'явився у офіцера служби пробації, він був заарештований у червні 2008 року, де його випробувальний термін був скасований, і йому було призначено відбувати свій початковий термін у вигляді двох років ув'язнення. У той час Ронні Радке був вокалістом пост-хардкор гурту Escape the Fate, який у 2006 році випустив свій дебютний альбом Dying Is Your Latest Fashion. Після ув'язнення Радке його виключили з гурту та замінили колишнім вокалістом Blessthefall Крейгом Меббіттом. Радке був звільнений 12 грудня 2010 року. Радке обговорив свої стосунки з учасниками Escape the Fate після його виходу з гурту, заявивши, що вони намагалися помиритися з Радке, але він не був зацікавлений у відновленні дружніх стосунків з ними після того, як вони вигнали його і дезінформували своїх шанувальників про Радке. Радке заявив в інтерв'ю,
«Вони роблять цілий альбом під назвою „This War Is Ours“, а потім намагаються сказати: „Ми не назвали цей альбом на твою честь, чувак“. Що насправді вони й зробили. Я міг помилятися; вони могли говорити про війну з тероризмом чи щось подібне. Я не знаю. Але у мене просто відчуття, що назва запису була про мене. Вони говорять багато лайна. Завжди кажуть пробач і забудь, але є деякі речі, які я хотів би сказати. Так я і зробив. Для протоколу.»
Під час перебування у в'язниці Радке створив новий гурт під назвою From Behind These Walls. Після звільнення він офіційно почав створювати медіа разом із гуртом, але пізніше був змушений змінити назву на Falling in Reverse через порушення авторських прав. 2009 року, коли Радке все ще перебував у в'язниці, він зміг запустити демо гурту, завдяки контактам з кількома музикантами. Демо містить чотири пісні, які не увійшли до дебютного альбому The Drug in Me Is You. До першого складу гурту увійшли Радке та басист Насон Шеффлер, який допоміг знайти гітариста Джекі Вінсента та ритм-гітариста Дерека Джонса, колишній учасник LoveHateHero Скотт Гі як офіційні учасники, перш ніж знайти колишнього барабанщика The Bigger Lights Раяна Сімана. Шеффлер залишив гурт у квітні 2011 року і його замінив Міка Горіучі, колишній учасник гурту Cellador, який також пізніше пішов з гурту через проблеми з Радке.

### The Drug in Me Is You та угода про запис (2010—2012)
У січні 2010 року гурт розпочав перший запис. 20 грудня гурт оголосив, що поїде до Орландо, штат Флорида, щоб записати повноформатний дебютний альбом протягом двох місяців з орієнтовною датою випуску в першому кварталі 2011 року. Гурт також підтвердив, що друг Радке, Майкл Баскетт, який працював над альбомом Blessthefall Witness і та з Радке над дебютним альбомом Escape the Fate Dying Is Your Latest Fashion, продюсував альбом. Незабаром було підтверджено, що гурт підписав контракт з Epitaph Records, колишнім лейблом Радке з Escape the Fate, і гурт випустив свій дебютний альбом у 2011 році. Альбом незабаром отримав назву The Drug in Me Is You і був запланований на 26 липня 2011 року, а попередні замовлення почали прийматися 7 червня. Трек-лист з одинадцяти пісень вийшов незабаром після цього. 2 квітня 2011 року за допомогою виконавчого продюсера Майкла «Елвіса» Баскетта було завершено зведення та супровід альбому. Альбом випустив сингли «Raised by Wolves» і «The Drug in Me Is You». Перший музичний кліп гурту вийшов на пісню «The Drug in Me Is You» 28 червня 2011 року і був рекламований The New York Post за тиждень до виходу альбому. Альбом транслювався на веб-сайті гурту 15 липня. The Drug in Me Is You вийшов у Сполучених Штатах 26 липня 2011 року і отримав здебільшого змішані відгуки, але вдалося продати 18 000 копій за перший тиждень у США, він посів 19 місце в Billboard 200. Третій сингл, «I'm Not a Vampire», вийшов через кілька місяців після виходу альбому 24 жовтня разом із супровідним музичним відео за участю Джефрі Стар, яке містить сатиричну тему Celebrity Rehab, і набрав понад мільйон переглядів за три дні.
Усі пісні для дебютного альбому Радке написав під час ув'язнення. Вокаліст Ронні Радке часто називав альбом розлученням, але з гуртом, а не з дівчиною. Радке сказав: «Я думав цілий день, протягом багатьох днів, [про] те, що люди хотіли б почути. Я аналізував свій старий альбом і читав усі листи фанатів і причини, чому вони любили мій гурт і чому вони слухали І я писав про це, але по-різному. Я не знаю, чому ці діти люблять трагедії, про які я пишу. Я думаю, вони можуть з цим співвідноситись».
Щоб просувати альбом, гурт оголосив дати своїх перших живих виступів, які відбулися наприкінці липня після випуску альбому в певних місцях Каліфорнії, з однією датою, запланованою в Техасі на 24 вересня 2011 року. Ці шоу були заплановані з супровідним гуртом Vampires Everywhere!. Липневі виступи були перенесені через проблеми з імміграційною візою гітариста Джекі Вінсента, хоча гурт озвучив наміри перенести ці дати. Це означало, що перші живі виступи гурту відбудуться на Vans Warped Tour 2011 з 10 по 14 серпня на п'яти концертах на Kia Kevin Says Stage по всій західній частині Сполучених Штатів. Восьмого та дев'ятого серпня гурт відіграв кілька секретних концертів під назвою «Goodbye Graceful» в Анахаймі та Лос-Анджелесі.
Після випуску альбому та кількох виступів у Warped Tour 2011 гурт оголосив про свій перший хедлайнерський тур по Сполучених Штатах, який розпочався в Нью-Мексико, обігнув східне узбережжя та закінчився у Колорадо. Тур відбувся з вересня по жовтень 2011 року з супроводжувальними гуртами Eyes Set to Kill і For All Those Sleeping. Першим супутнім туром гурту мав бути тур з десятьма концертами в листопаді 2011 року з хедлайнерами Black Veil Brides і супроводжувальними гуртами Aiden і Drive-A, але він був скасований після того, як Black Veil Brides вибули, коли їхній головний вокаліст Енді Бірсак зламав свій ніс. Emmure замінив Falling in Reverse у другій половині туру Take A Picture, It Lasts Longer Tour з We Came As Romans, і гурт відіграв ексклюзивний концерт у KROQ 8 листопада, щоб компенсувати скасовані концерти.
Гурт розпочав свій перший хедлайнерський тур The Drug in Me Is You Tour у лютому 2012 року за підтримки Skip the Foreplay і Oh, Sleeper. У січні 2012 року гурт оголосив про вихід Міки Горіучі з гурту, фронтмен Falling in Reverse Ронні Радке зробив ексклюзивну заяву для Altpress.com щодо виходу Горіучі з гурту: «Міки немає у гурті, і все. Зараз більше нічого сказати, але стежте за оновленнями, діти, 2012 рік — це наш рік». У січні 2012 року колишній басист I Am Ghost Рон Фікарро почав замінювати бас-гітариста гурту Falling in Reverse у турі The Drug in Me Is You Tour через вихід колишнього басиста Міки Горіучі. Пізніше Ронні оголосив на сцені, що Міку назавжди замінить Рон Фікарро. 6 лютого 2012 року колишній учасник Escape the Fate Омар Еспіноза виступив гостем на сцені, виконавши «Situations» і «Not Good Enough for Truth In Cliché» (хоча це могло бути тому, що там не було Дерека). Третій кліп гурту на перший сингл з дебютного альбому «Raised by Wolves» вийшов 28 лютого 2012 року.
Наприкінці серпня Falling in Reverse оголосили осінньо-зимовий хедлайнерський тур під назвою «The Thug in Me is You Tour» за підтримки Enter Shikari, I See Stars, Matt Toka та letlive.

## Стиль та тексти
Вважається, що гурт грає в таких стилях, як постхардкор, металкор, хардрок, поппанк, реп-метал, глем-метал та емо. Звучання іноді також описують, як емо зі стилізованими поп-приспівами та сумішшю попу з металкором. У другому студійному альбомі «Fashionably Late» присутній хіп-хоп та електронні елементи з додаванням репу. У перевиданих синглах «The Drug In Me Is Reimagined» та «I'm Not a Vampire (Revamped)» присутні оркестрові фортепіанні балади.
Радке прокоментував, що «в тих піснях це звучить, як Norma Jean або Underoath з приспівами Кеті Перрі». Деякі ліричні тони гурту за словами Радке: «зарозумілі, як це роблять переважно репери». Це пояснюється тим, що Емінем та «The Lordz» найбільше вплинули на творчість Радке, що він навіть додав біт Емінема та Dr. Dre до брейкдауну пісні «Sink or Swim».
Ліричний зміст пісень гурту натхненний переважно особистим досвідом вокаліста Ронні Радке, який торкається таких тем як: його матір; корупцію в Лас-Вегасі; його ув'язнення через численні правопорушення і звільнення з в'язниці; про наркотики та смерть Майкла Кука. Жодна пісня гурту на сьогоднішній день не стосується кохання, тому що Радке заявив, що «…я не збираюся брехати… і намагаюся писати пісні про те, як сильно я когось кохаю. У мене є кохання, але буде багато пісень про те, що я пережив». Кілька пісень були присвячені його звільненню з Escape the Fate, як гурт вигнав його, і замінила колишнім вокалістом Blessthefall Крейгом Меббіттом. В цих піснях йдеться про зневагу до Меббітта та тодішнього басиста Escape the Fate Макса Гріна.

## Склад
| Поточний склад - Ронні Радке — вокал (2008—дотепер), клавіші (2008—2018, 2019—дотепер), ритм-гітара (2017—2018) - Макс Георгієв — соло-гітара, бек-вокал (2018—теперішній час), ритм-гітара (2020) - Крістіан Томпсон — ритм-гітара (2020—дотепер), бек-вокал (2015—2018, 2020—дотепер), соло-гітара (2015—2018) - Вес Гортон III — бас-гітара, бек-вокал (2021—дотепер) | Поточні гастрольні учасники - Люк Холланд — ударні, перкусія (2021—дотепер) |

### Колишні учасники
- Скотт Джі — барабани, перкусія, бек-вокал (2010—2011)
- Нейсон Шоффлер — бас, бек-вокал (2008—2011)
- Міка Хоріучі — бас, бек-вокал (2011—2012)
- Рон Фікарро — бас, бек-вокал (2012—2014)
- Макс Грін — бас, бек-вокал (2014)
- Джекі Вінсент — соло-гітара, бек-вокал (2009—2015)
- Райан Сімен — барабани, перкусія, бек-вокал (2011—2017)
- Брендон «Рейдж» Ріхтер — барабани, перкусія (2018)
- Закк Сендлер — клавіатури, перкусія, ритм-гітара, бас, бек-вокал (2015—2019)
- Дерек Джонс † — ритм-гітара, бек-вокал (2009—2020)
- Тайлер Берджесс — бас, бек-вокал, соло-гітара (2018—2021)
- Джонні Мел — барабани, перкусія, бек-вокал (2019—2021)

## Дискографія

### Студійні альбоми
- 2011 — The Drug in Me Is You
- 2013 — Fashionably Late
- 2015 — Just Like You
- 2017 — Coming Home

## Нагороди
| Рік                                                                                       | Номінована робота чи особа | Нагорода                                                    | Результат | Місце | Примітка |
| ----------------------------------------------------------------------------------------- | -------------------------- | ----------------------------------------------------------- | --------- | ----- | -------- |
| 2011                                                                                      | Falling in Reverse         | Alternative Press: гурт року                                | Перемога  | 3     | [ 71 ]   |
| 2011                                                                                      | «I'm Not a Vampire»        | Нагорода Зали слави Кейджматчу журналу «Loudwire»           | Перемога  | —     | [ 72 ]   |
| 2011                                                                                      | «I'm Not a Vampire»        | 10 найкращих кліпів 2011 року за версією журналу «Revolver» | Перемога  | 9     | [ 73 ]   |
| 2011                                                                                      | «The Drug in Me Is You»    | 5 найкращих пісень 2011 року за версією журналу «Revolver»  | Перемога  | 5     | [ 74 ]   |
| 2012                                                                                      | Райан Сімен                | Alternative Press: барабанщик року                          | Перемога  | 2     | [ 75 ]   |
| 2012                                                                                      | Джекі Вінсент              | Alternative Press: гітарист року                            | Перемога  | 1     | [ 76 ]   |
| 2012                                                                                      | Ронні Радке                | Alternative Press: вокаліст року                            | Перемога  | 2     | [ 77 ]   |
| 2012                                                                                      | «The Drug in Me Is You»    | Kerrang! Awards 2012: найкращий сингл                       | Номінація | —     | [ 78 ]   |
| 2012                                                                                      | Falling in Reverse         | Kerrang! Awards 2012: найкращий міжнародний новачок         | Перемога  | —     | [ 78 ]   |
| 2012                                                                                      | Ронні Радке                | Kerrang! Awards 2012: лиходій року                          | Номінація | —     | [ 78 ]   |
| 2013                                                                                      | Ронні Радке                | Alternative Press: найкраще APTV відео                      | Перемога  | 1     | [ 79 ]   |
| 2013                                                                                      | Джекі Вінсент              | Alternative Press: гітарист року                            | Перемога  | 3     | [ 80 ]   |
| 2014                                                                                      | Джекі Вінсент              | Alternative Press Music Awards: найкращий гітарист          | Номінація | —     | [ 81 ]   |
| 2014                                                                                      | Райан Сімен                | Alternative Press Music Awards: найкращий барабанщик        | Номінація | —     | [ 81 ]   |
| 2014                                                                                      | «Alone»                    | Alternative Press Music Awards: пісня року                  | Номінація | —     | [ 81 ]   |
| 2014                                                                                      | «Bad Girls Club»           | Kerrang! Awards 2014: найкраще відео                        | Номінація | —     | [ 82 ]   |
| 2015                                                                                      | Джекі Вінсент              | Alternative Press Music Awards: найкращий гітарист          | Номінація | —     | [ 83 ]   |
| 2016                                                                                      | «Just Like You»            | Alternative Press Music Awards: пісня року                  | Номінація | —     | [ 84 ]   |
| 2017                                                                                      | Falling In Reverse         | Alternative Press Music Awards: найкращий живий гурт        | Перемога  | —     | [ 85 ]   |
| 2020                                                                                      | «Popular Monster»          | Octane Sirius XM: 30 найкращих пісень                       | Перемога  | 1     | [ 86 ]   |
| »—" позначає номінацію, яка не зайняла місце або місця не були регламентовані в нагороді. |                            |                                                             |           |       |          |